# Maximilien Sorre
Maximilien Sorre (ur. 16 lipca 1880 w Rennes, zm. 10 sierpnia 1962 w Messigny-et-Vantoux) – francuski antropogeograf, profesor Uniwersytetu w Paryżu, kierownik Katedry Antropogeografii na tamtejszym Wydziale Humanistycznym.

## Życiorys
Początkowo nauczyciel geografii. Nauczał w Ecole Normale w La Roche-sur-Yon. W 1911 licencjat z historii i geografii na Uniwersytecie w Montpellier. W 1913 doktorat na Sorbonie (dotyczący śródziemnomorskiej części Pirenejów). Podczas I wojny światowej wykładał na uniwersytetach w Lille i Bordeaux. Od 1920 członek Narodowego Komitetu Geograficznego. W 1923 nominacja na profesora uniwersyteckiego. Wykładał na uniwersytetach w Lille i Clermont Ferrand. W czasie II wojny światowej objął kierownictwo Katedry Antropogeografii w Paryżu, na Sorbonie. Wcześniej pełnił też funkcję dyrektora departamentu w Ministerstwie Oświaty za rządów Frontu Ludowego. Członek towarzystw geograficznych w Szkocji, Serbii i we Włoszech. W 1946 otrzymał Legię Honorową, a w 1956 komandorię Akademii.

## Dzieła
- Les Pyrénées méditerranéennes : étude de géographie biologique (1913) – podstawowe opracowanie regionalne Pirenejów,
- Étude critique des sources de l’histoire de la viticulture et du commerce des vins et eaux-de-vie en Bas-Languedoc au XVIIIe siècle,
- Les Pyrénées,
- Mexique, Amérique centrale, tom 14,
- Méditerranée. Péninsules méditerranéennes, tom 7,
- Les fondements biologiques de la géographie humaine. Essai d'une écologie de l’homme,
- Les fondements de la géographie humaine,
- Tom 1: Les fondements biologiques. Essai d’une écologie de l’homme,
- Tom 2: Les fondements techniques,
- Tom 3: L’habitat. Conclusion générale,
- L’adaptation au milieu bioclimatique et biosocial: géographie psychologique,
- Les migrations des peuples. Essai sur la mobilité géographique,
- Rencontres de la géographie et de la sociologie.